# Formatie van Marteau
De Formatie van Marteau is een geologische formatie in het Onder-Devoon die in de Belgische provincie Luik aan het oppervlak ligt. De formatie is genoemd naar het gehucht Marteau bij Theux.

## Beschrijving
De Formatie van Marteau bestaat grotendeels uit wijnrode of groene siltsteen ("schist") en kaolienhoudende fijne zandsteen. De zandsteenlagen zijn rijk aan kwarts en micahoudend. Op sommige niveaus heeft de oplossing van kalkknollen een cellulair patroon in het gesteente achtergelaten.
De Formatie van Marteau is tussen de 150 en 350 meter dik. De basis van de formatie wordt op sommige plekken gevormd door een laag conglomeraat. Deze basis is tevens de basis van het Devoon en bestaat uit een hoekdiscordantie met oudere gesteentelagen. De discordantie is veroorzaakt door de Caledonische orogenese.

## Verspreiding en stratigrafische relaties
De Formatie van Marteau dagzoomt aan de randen van het Massief van Stavelot, waaronder het Vesderdekblad en het Venster van Theux, maar met uitzondering van de zuidelijke flank van het massief. Dit komt overeen met een gebied in het oosten van de provincie Luik, maar ook aangrenzend gebied rond Monschau in Duitsland.
De Formatie van Marteau is met behulp van palynologie gedateerd; ze behoort tot het Lochkoviaan. Ze gaat lateraal over in andere formaties uit dezelfde etage. Naar het zuiden toe zijn dat de Formaties van Oignies en Saint-Hubert. In het westen, in de noordelijke flank van het Synclinorium van Dinant, gaat de Formatie van Marteau over in de Formatie van Fooz. In de zuidelijke flank van het Synclinorium van Dinant komt de Formatie van Fépin voor met een vergelijkbare facies.
De Formatie van Marteau ligt discordant boven op de Caledonische sokkel van het Massief van Stavelot. Ze bedekt gesteenten uit het Ordovicium (Formatie van Jalhay) of Cambrium (Formaties van La Gleize en La Venne-Coo). De Formatie van Marteau wordt afgedekt door de Formatie van Bois d'Ausse (zandsteen en siltsteen met een ouderdom in het laatste Lochkoviaan en vroege Pragiaan).